# Lúčky (Žiar nad Hronom)
Lúčky é um município da Eslováquia localizado no distrito de Žiar nad Hronom, região de Banská Bystrica.

## Demografia
| Ano:        | 1994 | 2004    | 2014   | 2024   |
| ----------- | ---- | ------- | ------ | ------ |
| Broj ljudi: | 192  | 213     | 212    | 194    |
| Razlika:    |      | +10,93% | -0,46% | -8,49% |

| Ano:               | 2023 | 2024   |
| ------------------ | ---- | ------ |
| Número de pessoas: | 196  | 194    |
| Diferença:         |      | -1,02% |